# Chiesa di Santa Maria Assunta (Castel d'Aiano)
La chiesa di Santa Maria Assunta è la parrocchiale di Castel d'Aiano, in città metropolitana e arcidiocesi di Bologna; fa parte del vicariato dell'Alta Valle del Reno.

## Storia
Originariamente in paese sorgeva un oratorio che dipendeva dalla parrocchia di San Nicolò di Villa d'Aiano; nella prima metà del Trecento questo piccolo luogo di culto venne sostituito da una nuova chiesa, che fu consacrata nel 1338.
Nel 1615 i fedeli casteldaianesi cedettero il giuspatronato al vescovo di Modena, a patto che quest'ultimo provvedesse al restauro della chiesa; così l'edificio venne ripristinato e dotato del campanile.
Questo luogo di culto fu tuttavia distrutto nel novembre del 1944 a causa degli eventi bellici; la nuova parrocchiale venne costruita nel 1954, con una pianta ruotata di novanta gradi rispetto a quella precedente.
Negli anni settanta la chiesa fu adeguata alle norme postconciliari mediante la rimozione dell'antico altare maggiore e l'aggiunta di quello rivolto verso l'assemblea; nei primi anni novanta l'arredamento dell'abside venne modificato.

## Descrizione

### Esterno
La facciata a capanna della chiesa, rivolta a sudovest e rivestita in pietra, presenta centralmente un grande arco a tutto sesto in cui sono inscritti, in posizione più arretrata, il portale d'ingresso e una trifora.
Ad alcuni metri dalla parrocchiale s'erge il campanile a pianta quadrata, la cui cella presenta su ogni lato una bifora ed è coronata dal tetto a quattro falde.

### Interno
L'interno dell'edificio è suddiviso da pilastri sorreggenti degli archi a sesto ribassato in tre navate, di cui le laterali più basse; al termine dell'aula si sviluppa il presbiterio, rialzato di due gradini in marmo rosso di Verona, pavimentato alla palladiana e chiuso dall'abside di forma semicircolare.